# 1896年夏季奧林匹克運動會單車比賽—男子爭先賽
在1896年夏季奧林匹克運動會單車比賽中，男子爭先賽是五項賽道自行車賽事之一，按比賽賽程是第二項進行的自行車比賽，於 4 月 11 日舉行。爭先賽比賽距離為 2 公里，即是賽道的 6 圈。法國選手保羅·馬松贏得這項賽事的冠軍，他的隊友萊昂·弗拉芒獲得了銅牌，希臘的尼科洛普洛斯獲得銀牌。

## 賽果
比賽共有四名運動員參加比賽，德國的約瑟夫·羅斯邁爾在比賽中途單車故障未完成就離場，法國兩位自行車手獲得第一和第三名，而希臘的尼科洛普洛斯獲得第二名。 
| 排名 | 車手                    | 國家 | 時間   |
| ---- | ----------------------- | ---- | ------ |
| 金牌 | 保羅·馬松               | 法国 | 4:58.2 |
| 銀牌 | 斯塔馬蒂斯·尼科洛普洛斯 | 希腊 | 5:00.2 |
| 銅牌 | 莱昂·弗拉芒             | 法国 | 不詳   |
| —    | 約瑟夫·羅斯邁爾         | 德国 | DNF    |